# Seznam zmagovalcev Odprtega prvenstva Anglije - mešane dvojice
Seznam zmagovalcev teniškega turnirja Odprto prvenstvo Anglije med mešanimi dvojicami.

## Zmagovalci po letih
| Leto      | Zmagovalca                                    | Druga                                               | Rezultat finala      |
| --------- | --------------------------------------------- | --------------------------------------------------- | -------------------- |
| 1913      | Hope Crisp Agnes Tuckey                       | James Cecil Parke Ethel Thomson Larcombe            | 3–6, 5–3 predaja     |
| 1914      | James Cecil Parke Ethel Thomson Larcombe      | Tony Wilding Marguerite Broquedis                   | 4–6, 6–4, 6–2        |
| 1915 1918 | prva svetovna vojna                           | prva svetovna vojna                                 | prva svetovna vojna  |
| 1919      | Randolph Lycett Elizabeth Ryan                | Albertem Prebble Dorothea Douglass Lambert Chambers | 6–0, 6–0             |
| 1920      | Gerald Patterson Suzanne Lenglen              | Randolph Lycett Elizabeth Ryan                      | 7–5, 6–3             |
| 1921      | Randolph Lycett Elizabeth Ryan                | Max Woosnam Phillis Howkins                         | 6–3, 6–1             |
| 1922      | Pat O'Hara Wood Suzanne Lenglen               | Randolph Lycett Elizabeth Ryan                      | 6–4, 6–3             |
| 1923      | Randolph Lycett Elizabeth Ryan                | Lewis Deane Dorothy Shepherd-Barron                 | 6–4, 7–5             |
| 1924      | John Gilbert Kathleen McKane                  | Leslie Godfree Dorothy Shepherd-Barron              | 6–3, 3–6, 6–3        |
| 1925      | Jean Borotra Suzanne Lenglen                  | Umberto De Morpurgo Elizabeth Ryan                  | 6–3, 6–3             |
| 1926      | Leslie Godfree Kathleen McKane Godfree        | Howard Kinsey Mary Browne                           | 6–3, 6–4             |
| 1927      | Francis Hunter Elizabeth Ryan                 | Leslie Godfree Kathleen McKane Godfree              | 8–6, 6–0             |
| 1928      | Patrick Spence Elizabeth Ryan                 | Jack Crawford Daphne Akhurst Cozens                 | 7–5, 6–4             |
| 1929      | Francis Hunter Helen Wills Moody              | Ian Collins Joan Fry Lakeman                        | 6–1, 6–4             |
| 1930      | Jack Crawford Elizabeth Ryan                  | Daniel Prenn Hilde Krahwinkel Sperling              | 6–1, 6–3             |
| 1931      | George Lott Anna McCune Harper                | Ian Collins Joan Ridley                             | 6–3, 1–6, 6–1        |
| 1932      | Enrique Maier Elizabeth Ryan                  | Harry Hopman Josane Sigart                          | 7–5, 6–2             |
| 1933      | Gottfried von Cramm Hilde Krahwinkel Sperling | Norman Farquharson Mary Heeley                      | 7–5, 8–6             |
| 1934      | Ryuki Miki Dorothy Round Little               | Henry Austin Dorothy Shepherd-Barron                | 3–6, 6–4, 6–0        |
| 1935      | Fred Perry Dorothy Round Little               | Harry Hopman Nell Hall Hopman                       | 7–5, 4–6, 6–2        |
| 1936      | Fred Perry Dorothy Round Little               | Don Budge Sarah Palfrey Cooke                       | 7–9, 7–5, 6–4        |
| 1937      | Don Budge Alice Marble                        | Yvon Petra Simone Mathieu                           | 6–4, 6–1             |
| 1938      | Don Budge Alice Marble                        | Henner Henkel Sarah Palfrey Cooke                   | 6–1, 6–4             |
| 1939      | Bobby Riggs Alice Marble                      | Frank Wilde Nancy Brown                             | 9–7, 6–1             |
| 1940 1945 | druga svetovna vojna                          | druga svetovna vojna                                | druga svetovna vojna |
| 1946      | Tom Brown Louise Brough                       | Geoff Brown Dorothy Bundy Cheney                    | 6–4, 6–4             |
| 1947      | John Bromwich Louise Brough Clapp             | Colin Long Nancye Wynne Bolton                      | 1–6, 6–4, 6–2        |
| 1948      | John Bromwich Louise Brough Clapp             | Frank Sedgman Doris Hart                            | 6–2, 3–6, 6–3        |
| 1949      | Eric Sturgess Sheila Summers                  | John Bromwich Louise Brough Clapp                   | 9–7, 9–11, 7–5       |
| 1950      | Eric Sturgess Louise Brough Clapp             | Geoff Brown Patricia Canning Todd                   | 11–9, 1–6, 6–4       |
| 1951      | Frank Sedgman Doris Hart                      | Mervyn Rose Nancye Wynne Bolton                     | 7–5, 6–2             |
| 1952      | Frank Sedgman Doris Hart                      | Enrique Morea Thelma Coyne Long                     | 4–6, 6–3, 6–4        |
| 1953      | Vic Seixas Doris Hart                         | Enrique Morea Shirley Fry Irvin                     | 9–7, 7–5             |
| 1954      | Vic Seixas Doris Hart                         | Ken Rosewall Margaret Osborne duPont                | 5–7, 6–4, 6–3        |
| 1955      | Vic Seixas Doris Hart                         | Enrique Morea Louise Brough Clapp                   | 8–6, 2–6, 6–3        |
| 1956      | Vic Seixas Shirley Fry Irvin                  | Gardnar Mulloy Althea Gibson                        | 2–6, 6–2, 7–5        |
| 1957      | Mervyn Rose Darlene Hard                      | Neale Fraser Althea Gibson                          | 6–4, 7–5             |
| 1958      | Bob Howe Lorraine Coghlan Robinson            | Kurt Nielsen Althea Gibson                          | 6–3, 13–11           |
| 1959      | Rod Laver Darlene Hard                        | Neale Fraser Maria Bueno                            | 6–4, 6–3             |
| 1960      | Rod Laver Darlene Hard                        | Bob Howe Maria Bueno                                | 13–11, 3–6, 8–6      |
| 1961      | Fred Stolle Lesley Turner Bowrey              | Bob Howe Edda Buding                                | 11–9, 6–2            |
| 1962      | Neale Fraser Margaret Osborne duPont          | Dennis Ralston Ann Haydon Jones                     | 2–6, 6–3, 13–11      |
| 1963      | Ken Fletcher Margaret Court                   | Bob Hewitt Darlene Hard                             | 11–9, 6–4            |
| 1964      | Fred Stolle Lesley Turner Bowrey              | Ken Fletcher Margaret Court                         | 6–4, 6–4             |
| 1965      | Ken Fletcher Margaret Court                   | Tony Roche Judy Tegart Dalton                       | 12–10, 6–3           |
| 1966      | Ken Fletcher Margaret Court                   | Dennis Ralston Billie Jean King                     | 4–6, 6–3, 6–3        |
| 1967      | Owen Davidson Billie Jean King                | Ken Fletcher Maria Bueno                            | 7–5, 6–2             |
| 1968      | Ken Fletcher Margaret Court                   | Aleks Metreveli Olga Morozova                       | 6–1, 14–12           |
| 1969      | Fred Stolle Ann Haydon Jones                  | Tony Roche Judy Tegart Dalton                       | 6–2, 6–3             |
| 1970      | Ilie Năstase Rosemary Casals                  | Aleks Metreveli Olga Morozova                       | 6–3, 4–6, 9–7        |
| 1971      | Owen Davidson Billie Jean King                | Marty Riessen Margaret Court                        | 3–6, 6–2, 15–13      |
| 1972      | Ilie Năstase Rosemary Casals                  | Kim Warwick Evonne Goolagong Cawley                 | 6–4, 6–4             |
| 1973      | Owen Davidson Billie Jean King                | Raúl Ramírez Janet Newberry                         | 6–3, 6–2             |
| 1974      | Owen Davidson Billie Jean King                | Mark Farrell Lesley Charles                         | 6–3, 9–7             |
| 1975      | Marty Riessen Margaret Court                  | Allan Stone Betty Stöve                             | 6–4, 7–5             |
| 1976      | Tony Roche Françoise Dürr                     | Dick Stockton Rosemary Casals                       | 6–3, 2–6, 7–5        |
| 1977      | Bob Hewitt Greer Stevens                      | Frew McMillan Betty Stöve                           | 3–6, 7–5, 6–4        |
| 1978      | Frew McMillan Betty Stöve                     | Ray Ruffels Billie Jean King                        | 6–2, 6–2             |
| 1979      | Bob Hewitt Greer Stevens                      | Frew McMillan Betty Stöve                           | 7–5, 7–6(7)          |
| 1980      | John Austin Tracy Austin                      | Mike Antonopolis Dianne Fromholtz Balestrat         | 4–6, 7–6(6), 6–3     |
| 1981      | Frew McMillan Betty Stöve                     | John Austin Tracy Austin                            | 4–6, 7–6(2), 6–3     |
| 1982      | Kevin Curren Anne Smith                       | John Lloyd Wendy Turnbull                           | 2–6, 6–3, 7–5        |
| 1983      | John Lloyd Wendy Turnbull                     | Steve Denton Billie Jean King                       | 6–7(5), 7–6(5), 7–5  |
| 1984      | John Lloyd Wendy Turnbull                     | Steve Denton Kathy Jordan                           | 6–3, 6–3             |
| 1985      | Paul McNamee Martina Navratilova              | John Fitzgerald Elizabeth Sayers Smylie             | 7–5, 4–6, 6–2        |
| 1986      | Ken Flach Kathy Jordan                        | Heinz Günthardt Martina Navratilova                 | 6–3, 7–6(7)          |
| 1987      | Jeremy Bates Jo Durie                         | Darren Cahill Nicole Provis                         | 7–6(10), 6–3         |
| 1988      | Sherwood Stewart Zina Garrison                | Kelly Jones Gretchen Magers                         | 6–1, 7–6(3)          |
| 1989      | Jim Pugh Jana Novotná                         | Mark Kratzmann Jenny Byrne                          | 6–4, 5–7, 6–4        |
| 1990      | Rick Leach Zina Garrison                      | John Fitzgerald Elizabeth Sayers Smylie             | 7–5, 6–2             |
| 1991      | John Fitzgerald Elizabeth Sayers Smylie       | Jim Pugh Natalija Zverjeva                          | 7–6(4), 6–2          |
| 1992      | Cyril Suk Larisa Savchenko Neiland            | Jacco Eltingh Miriam Oremans                        | 7–6(2), 6–2          |
| 1993      | Mark Woodforde Martina Navratilova            | Tom Nijssen Manon Bollegraf                         | 6–3, 6–4             |
| 1994      | Todd Woodbridge Helena Suková                 | T.J. Middleton Lori McNeil                          | 3–6, 7–5, 6–3        |
| 1995      | Jonathan Stark Martina Navratilova            | Cyril Suk Gigi Fernández                            | 6–4, 6–4             |
| 1996      | Cyril Suk Helena Suková                       | Mark Woodforde Larisa Savchenko Neiland             | 1–6, 6–3, 6–2        |
| 1997      | Cyril Suk Helena Suková                       | Andrej Olhovski Larisa Savchenko Neiland            | 4–6, 6–3, 6–4        |
| 1998      | Maks Mirni Serena Williams                    | Mahesh Bhupathi Mirjana Lučić                       | 6–4, 6–4             |
| 1999      | Leander Paes Lisa Raymond                     | Jonas Björkman Ana Kurnikova                        | 6–4, 3–6, 6–3        |
| 2000      | Donald Johnson Kimberly Po                    | Lleyton Hewitt Kim Clijsters                        | 6–4, 7–6(3)          |
| 2001      | Leoš Friedl Daniela Hantuchová                | Mike Bryan Anke Huber                               | 4–6, 6–3, 6–2        |
| 2002      | Mahesh Bhupathi Jelena Lihovceva              | Kevin Ullyett Daniela Hantuchová                    | 6–2, 1–6, 6–1        |
| 2003      | Leander Paes Martina Navratilova              | Andy Ram Anastazija Rodjonova                       | 6–3, 6–3             |
| 2004      | Wayne Black Cara Black                        | Todd Woodbridge Alicia Molik                        | 3–6, 7–6(8), 6–4     |
| 2005      | Mahesh Bhupathi Mary Pierce                   | Paul Hanley Tatiana Perebiynis                      | 6–4, 6–2             |
| 2006      | Andy Ram Vera Zvonareva                       | Bob Bryan Venus Williams                            | 6–3, 6–2             |
| 2007      | Jamie Murray Jelena Janković                  | Jonas Björkman Alicia Molik                         | 6–4, 3–6, 6–1        |
| 2008      | Bob Bryan Samantha Stosur                     | Mike Bryan Katarina Srebotnik                       | 7–5, 6–4             |
| 2009      | Mark Knowles Anna-Lena Grönefeld              | Leander Paes Cara Black                             | 7–5, 6–3             |
| 2010      | Leander Paes Cara Black                       | Wesley Moodie Lisa Raymond                          | 6-4, 7-6(5)          |
| 2011      | Jürgen Melzer Iveta Benešová                  | Mahesh Bhupathi Jelena Vesnina                      | 6–3, 6–2             |
| 2012      | Mike Bryan Lisa Raymond                       | Leander Paes Jelena Vesnina                         | 3-6, 7-5, 4-6        |
| 2013      | Daniel Nestor Kristina Mladenovic             | Bruno Soares Lisa Raymond                           | 5–7, 6–2, 8–6        |
| 2014      | Nenad Zimonjić Samantha Stosur                | Maks Mirni Chan Hao-ching                           | 6–4, 6–2             |
| 2015      | Leander Paes Martina Hingis                   | Alexander Peya Tímea Babos                          | 6–1, 6–1             |
| 2016      | Henri Kontinen Heather Watson                 | Robert Farah Anna-Lena Grönefeld                    | 7–6(7–5), 6–4        |
| 2017      | Jamie Murray Martina Hingis                   | Henri Kontinen Heather Watson                       | 6–4, 6–4             |
| 2018      | Alexander Peya Nicole Melichar                | Jamie Murray Viktorija Azarenka                     | 7–6(7–1), 6–3        |
| 2019      | Ivan Dodig Latiša Čan                         | Robert Lindstedt Jeļena Ostapenko                   | 6–2, 6–3             |
| 2021      | Neal Skupski Desirae Krawczyk                 | Joe Salisbury Harriet Dart                          | 6–2, 7–6(7–1)        |
| 2022      | Neal Skupski Desirae Krawczyk                 | Matthew Ebden Samantha Stosur                       | 6–4, 6–3             |
| 2023      | Mate Pavić Ljudmila Kičenok                   | Joran Vliegen Xu Yifan                              | 6–4, 6–7(9–11), 6–3  |
| 2024      | Jan Zieliński Hsieh Su-wei                    | Santiago González Giuliana Olmos                    | 6–4, 6–2             |
| 2025      | Sem Verbeek Kateřina Siniaková                | Joe Salisbury Luisa Stefani                         | 7–6(7–3), 7–6(7–3)   |